# 薩哈航空

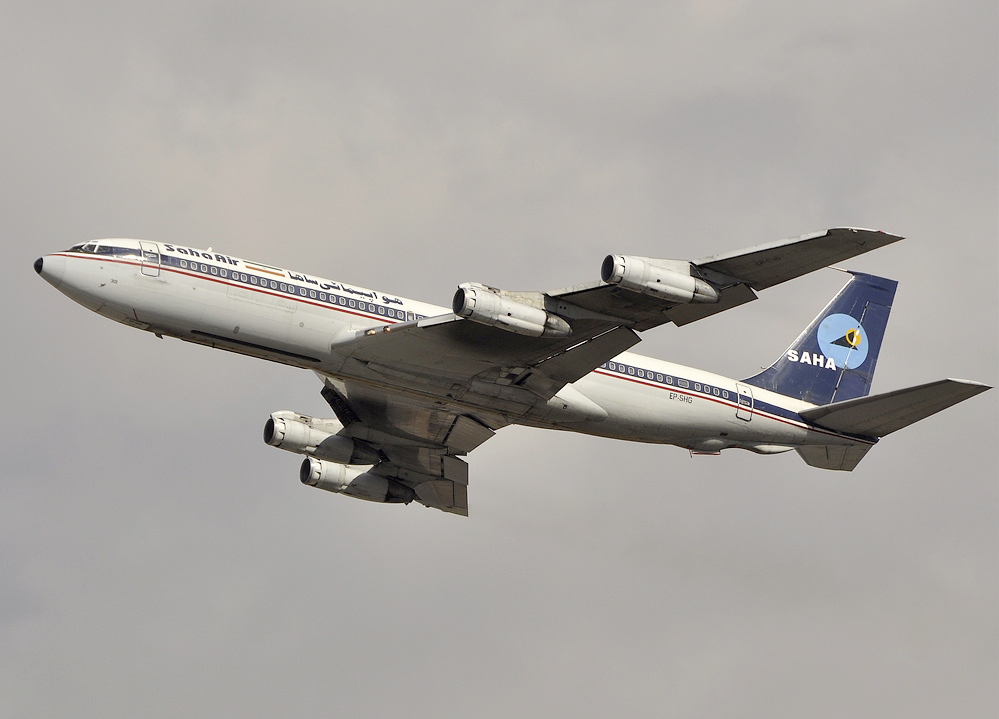
2007年薩哈航空的波音707

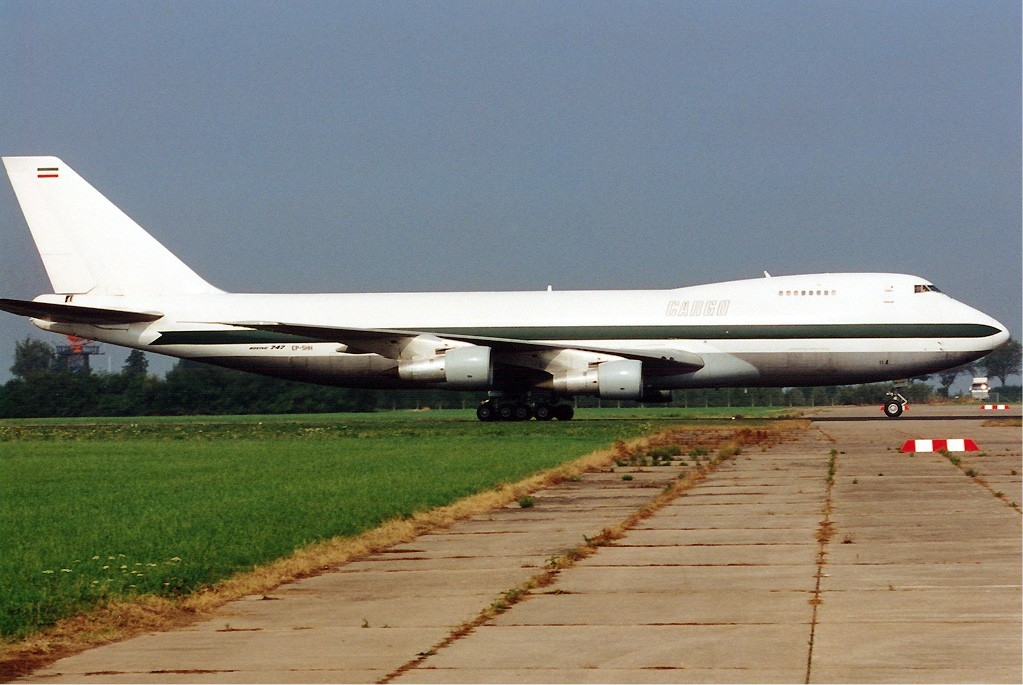
B747-200貨機，已於2016-2020年陸續退還予伊朗空軍

薩哈航空（波斯語：‎；原本命名為Saha Air Lines）是一家位於伊朗德黑蘭的航空公司，於1990年成立，隸屬於伊朗空軍。薩哈航空曾以兩架A300和兩架B707營運，及兩架從空中加油機改裝的B747F提供非定期貨運服務。薩哈航空是世上最後一家提供波音707載客航班的航空公司，該飛機原本是屬於伊朗空軍的加油機，由於受到美國的經濟制裁才改裝為民用。

## 伊朗人航空爭議
薩哈航空兩架A300在2009年塗上伊朗人航空的新塗裝，是一家全新的公司，並非航空公司更改名稱，這兩架飛機因此被勒令停飛，最後塗回薩哈航空的塗裝才告一段落。
薩哈航空在2013年5月3日起暫停營運，至2017年才恢復業務。

## 機隊
截至2020年10月，薩哈航空的機隊如下 ：

## 意外事故
- 2005年4月20日，薩哈航空171號班機，註冊編號EP-SHE的B707-320C由基什島起飛，在梅赫拉巴德國際機場降落時墜毀，導致3名乘客死亡。事故原因是不穩定進場，空速過高，機輪在觸地後出現故障，導致飛機衝出跑道[4]。
- 2019年1月14日，萨哈航空的一架波音707货机，注册编号EP-CPP。原定由吉尔吉斯斯坦比什凯克玛纳斯国际机场前往伊朗卡拉季派仁国际机场。在伊朗花库空军基地（Fath Air Base）附近坠毁，机上16人中15人身亡。[5]